# Софія Соловій
Софія Соловій (лат. Sofia Soloviy, нар. Львів, Львівська область, Україна) — українська оперна та камерна співачка — сопрано. Лауреат чотирнадцяти міжнародних вокальних конкурсів. Виступала на сценах оперних театрів Італії, Іспанії, Люксембургу, Франції, Німеччини, Бельгії, Америки. Найбільше любить сцену Мадриду та рідного Львова. Проживає в Італії.

## Життєпис
Софія Соловій народилася в місті Львові у музичній сім'ї, в якій дід (бас) і батько (бас–баритон) співали у Державній заслуженій хоровій капелі України «Трембіта», а мама (піаністка) працювала там концертмейстером. Тому з малих років Софію часто брали з собою на репетиції, а у чотирирічному віці мама віддала її до щойно відкритої експериментальної групи у музичній школі на вулиці Личаківській. Багато дітей з цієї групи потім навчалися у Львівській середній спеціалізованій музичній школі імені Соломії Крушельницької, де Софія навчалася грати на фортепіано. Співала також у шкільному хорі, з яким на гастролі їздила до Прибалтики.
В Україні закінчила музично-теоретичний факультет Львівської музичної академії імені Миколи Лисенка і захистила диплом музикознавця (проф. Любов Кияновська). Проте, навчаючись у музичній академії продовжувала співати і на останніх курсах почала навчатися вокалу під керівництвом Мирослави Жишкович. Захоплення співом зростало і після закінчення музичної академії Софія знову вступила до академії на перший курс вокального факультету, уже як першокурсниця–вокалістка (клас проф. Володимири Чайки). Після п'яти років навчання її прийняли до аспірантури (проф. Ігор Кушплер).
У 2000 році Софія Соловій переїхала до Італії де почала відвідувати Академію оперного мистецтва в місті Озімо. Пізніше вона брала участь у численних вокальних курсах в Італії та за кордоном, з Густавом Куном, Вільямом Маттеуцці, Альберто Дзеддою та Джанлуїджі Джельметті. З 2005 року навчалася в Музичному інституті «Ораціо Веккі» в Модені у класі Райни Кабайванської. Щорічно, після прослуховування 50 кандидатів з усіх континентів, Райна Кабайванська вибирає 12 талановитих молодих співаків і почанає працювати з ними в майстер-класах.
У травні 2014 року Софія Соловій співала партію Недди в опері Руджеро Леонкавалло «Паяци» у постановці режисера Марко Беллокйо, на сцені театру Петрудзеллі у місті Барі. Диригенти Паоло Каріньяні та Джузеппе ла Мальфа (Giuseppe La Malfa), у ролі Каніо виступав Народний артист Азербайджану, драматичний тенор — Юсиф Ейвазов.
У 2014 році на гала-концерті з нагоди 80-річчя Райни Кабайванської її вихованка Софія Соловій у «Залі 1» Національного палацу культури у Софії «ви́різьбила» найважчу і найдраматичнішу арію Анни Болейн з однойменної опери Гаетано Доніцетті.
Після другого року навчання в Італії за порадою «високого тенора» Вільяма Маттеуцці, Софія взяла участь у фестивалі Джоаккіно Россіні в курортному містечку Бад-Вільдбаді (Німеччина), де виступила у двох операх Россіні — «Подорож до Реймсу» та «Граф Орі». Це була перша робота Софії в Німеччині. Далі була со́льна партія у кантаті Мейєрбера «Любов Теолінди» на фестивалі «Валле д'Ітрія» в італійському місті Мартіна-Франці, опера «Сальватор Роза» Антоніо Гомеса (сучасника Верді), «Ідоменей» Моцарта в редакції Ріхарда Штрауса (німецькою мовою, а не італійською), «Саломея» Ріхарда Штрауса (французькою мовою, а не німецькою).
Лауреат міжнародних вокальних конкурсів: Міжнародний конкурс імені Віотті у Верчеллі, «Розетум» у Мілані, «Ірис Адамі Корадетті» в Падуї, «Оттавіо Дзіїно» у Римі, «Феруччо Тальявіні» у Дойчляндсберзі та інших.

## Дискографія
- 2007 — Вольфганг Амадей Моцарт: «Ідоменей» (опера, редакція Ріхарда Штрауса) / (Mozart (Rev. Strauss, R.): Idomeneo (Complete))[7]
- 2007 — Джоакіно Россіні: «Граф Орі» (опера) / (Rossini: Le Comte Ory)[8]
- 2008 — Ріхард Штраус: «Саломея» (опера, французька версія) / (Strauss, R.: Salome — French Version, Opera)[9]
- 2019 — Гаетано Доніцетті: «Героїні» — Колекційна коробка (13-DVD) / (Donizetti: Heroines — The Collector's Box-Set)[10]